# Michaela Berner
Michaela Maria Berner, född 14 maj 1979 i Vänersborg, är en svensk skådespelare.

## Filmografi
- 2004 – Fröken Sverige
- 2005 – Drömmar (kortfilm)
- 2005 – Din jävla idiot (kortfilm)
- 2006 – En fråga om liv och död (TV-serie)
- 2006 – När mörkret faller
- 2006 – Keillers park
- 2006 – K.A.P.A. (kortfilm)
- 2007 – Isprinsessan
- 2007 – Lucky Blue (kortfilm)
- 2009 – Susans längtan (kortfilm)
- 2010 – Kommissarie Winter (TV-serie)
- 2010 – Avkomma (kortfilm)